# Merely Mary Ann (film, 1916)
Pour les articles homonymes, voir Merely Mary Ann.
Pour plus de détails, voir Fiche technique et Distribution.
Merely Mary Ann (littéralement : Simplement Mary Ann) est un film américain réalisé par John G. Adolfi, sorti en 1916.
Ce film est une adaptation de la pièce de théâtre éponyme de Israel Zangwill, créée à New York le 28 décembre 1903, elle-même tirée de son propre roman. Il a fait l'objet de deux remakes, également produits par la Fox :  
- Janette, bonne à tout faire (Merely Mary Ann), réalisé par Edward LeSaint, sorti en 1920 avec Shirley Mason, Casson Ferguson et Harry Spingler.
- Merely Mary Ann, réalisé par Henry King, sorti en 1931 avec Janet Gaynor, Charles Farrell et Beryl Mercer.

## Fiche technique
- Titre original : Merely Mary Ann
- Réalisation : John G. Adolfi
- Scénario : John G. Adolfi et John W. Kellette, d'après la pièce de théâtre éponyme de Israel Zangwill, tirée de son propre roman
- Photographie : Hugh McClung
- Producteur : William Fox
- Société de production : Fox Film Corporation
- Société de distribution : Fox Film Corporation
- Pays de production :  États-Unis
- Langue : film muet avec les intertitres en anglais
- Métrage : 1 500 m (5 bobines)
- Format : Noir et blanc — 35 mm — 1,37:1 — Son : Mono (Western Electric System)
- Genre : Comédie dramatique, Mélodrame
- Durée : 50 minutes
- Date de sortie : 
  - États-Unis : 6 février 1916

## Distribution

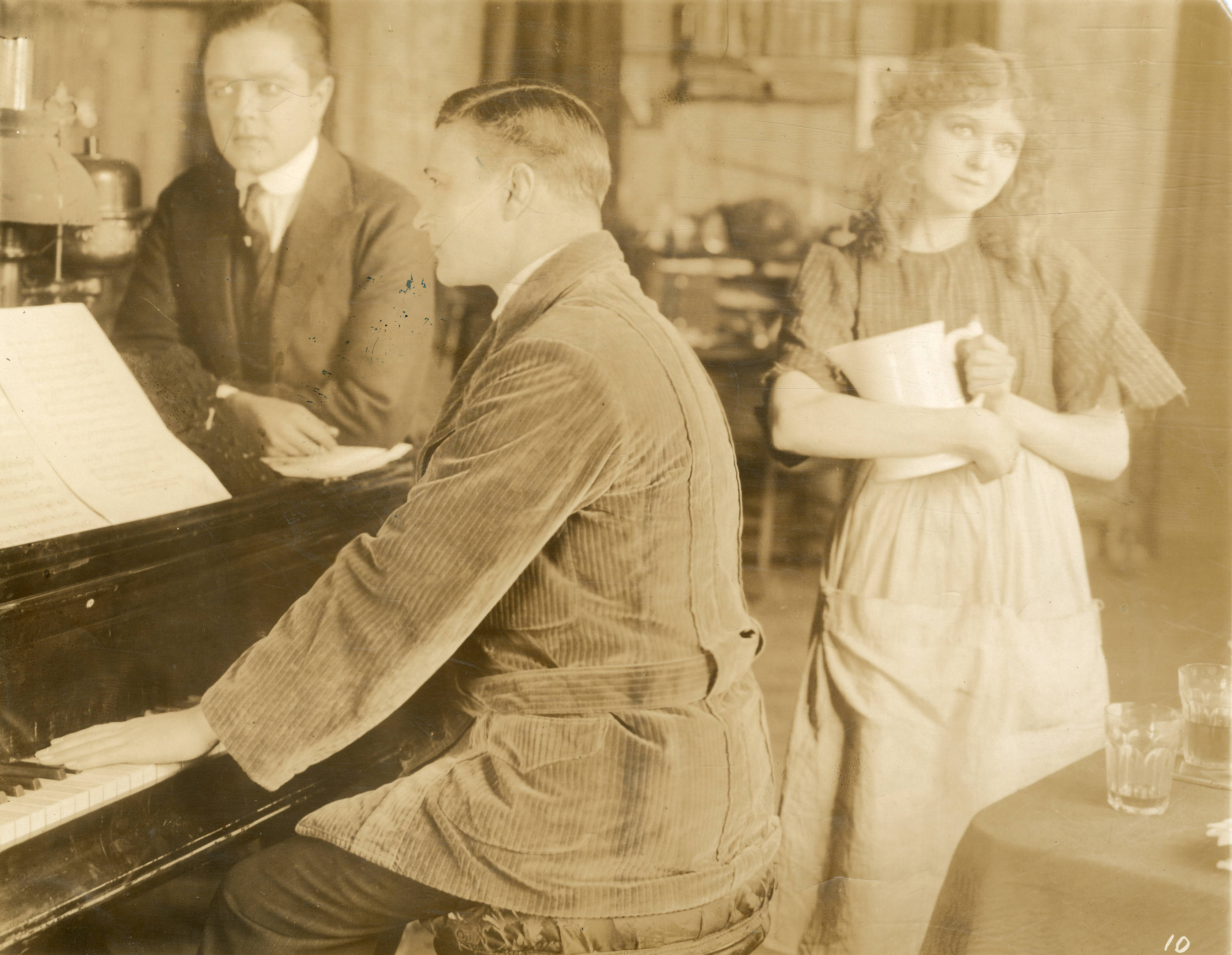
Une scène du film avec l'actrice Vivian Martin

- Vivian Martin : Mary Ann
- Edward Hoyt : le révérend Smedge
- Harry Hilliard (en)
- Laura Lyman :
- Isabel O'Madigan :
- Sidney Bracey :
- Niles Welch :